# 蓝口镇
蓝口镇，是中华人民共和国广东省河源市东源县下辖的一个乡镇级行政单位。

## 行政区划
蓝口镇下辖以下地区：
老圩社区、新圩社区、长江头村、车头山村、大围村、地运村、花径村、角塘村、牛背村、蓝口围村、老埔场村、乐村、派头村、培群村、齐坑村、鹊坝村、塘心村、土陂村、秀水村、杨柳村、榄子围村、礤头村、礤下村和铁场埔村。

## 交通
- 京九铁路：蓝口站